# Antígua e Barbuda nos Jogos Pan-Americanos de 2011
Antígua e Barbuda participou dos Jogos Pan-Americanos de 2011, realizados na cidade de Guadalajara, no México. Foi a nona aparição do país em Jogos Pan-Americanos.

## Desempenho

### Atletismo
Masculino
Pista
| Evento | Atletas            | 1ª fase | 1ª fase | 2ª fase | 2ª fase | Semifinal | Semifinal | Final       | Final       |
| Evento | Atletas            | Res.    | Pos.    | Res.    | Pos.    | Res.      | Pos.      | Res.        | Pos.        |
| ------ | ------------------ | ------- | ------- | ------- | ------- | --------- | --------- | ----------- | ----------- |
| 400 m  | Richard Richardson |         |         |         |         | 49.49     | 21º       | Não avançou | Não avançou |

Campo
| Atletas       | Evento          | Final  | Final |
| Atletas       | Evento          | Res.   | Pos.  |
| ------------- | --------------- | ------ | ----- |
| James Grayman | Salto em altura | 2m24cm | 4º    |

Feminino
Campo
| Atleta         | Prova                         | Elim. | Elim. | Semifinal | Semifinal | Final   | Final |
| Atleta         | Prova                         | Tempo | Pos.  | Tempo     | Pos.      | Tempo   | Pos.  |
| -------------- | ----------------------------- | ----- | ----- | --------- | --------- | ------- | ----- |
| Althea Charles | Arremesso de martelo feminino |       |       |           |           | 59m49cm | 11º   |

### Ciclismo
Estrada
| Atleta        | Evento                             | Tempo    | Pos. |
| ------------- | ---------------------------------- | -------- | ---- |
| Robert Marsh  | Corrida em estrada masculina       | 4:02:22  | 40º  |
| Robert Marsh  | Estrada contra o relógio masculino | 56:49.77 | 14º  |
| Tamiko Butler | Corrida em estrada feminina        | 2:24:04  | 32º  |
| Tamiko Butler | Estrada contra o relógio feminino  | 31:39.73 | 14º  |

### Natação
| Atletas        | Evento                | Elim.   | Elim. | Semifinal | Semifinal | Final       | Final       |
| Atletas        | Evento                | Tempo   | Pos.  | Tempo     | Pos.      | Tempo       | Pos.        |
| -------------- | --------------------- | ------- | ----- | --------- | --------- | ----------- | ----------- |
| Karin O'Reilly | 50 m livre feminino   | 31.41   | 19º   |           |           | Não avançou | Não avançou |
| Orel Jeffrey   | 100 m livre masculino | 1:03.84 | 24º   |           |           | Não avançou | Não avançou |

Legenda
| Recorde mundial                  | Recorde mundial (World record)               |                       | Recorde africano                      | Recorde africano (African) |                                           | Q | Classificado por posição (Qualified) |
| Recorde dos Jogos Pan-Americanos | Recorde pan-americano (Pan-American record)  | Recorde da América    | Recorde da América (Americas)         | q                          | Classificado por melhor tempo (Qualified) |   |                                      |
| Melhor marca do ano              | Melhor marca do ano (World leading)          | Recorde asiático      | Recorde asiático (Asian)              | DNS                        | Não largou (Did not start)                |   |                                      |
| Recorde nacional                 | Recorde nacional (National record)           | Recorde europeu       | Recorde europeu (European)            | DNF                        | Não terminou (Did not finish)             |   |                                      |
| Recorde pessoal                  | Recorde pessoal do atleta (Personal best)    | Recorde da Oceania    | Recorde da Oceania (Oceania)          | DSQ / DQ                   | Desclassificado (Disqualified)            |   |                                      |
| Recorde da temporada             | Recorde da temporada do atleta (Season best) | Recorde sul-americano | Recorde sul-americano (South America) | NM                         | Sem marca (No mark)                       |   |                                      |